# Sternopriscus signatus
Sternopriscus signatus är en skalbaggsart som beskrevs av Sharp 1882. Sternopriscus signatus ingår i släktet Sternopriscus och familjen dykare. Inga underarter finns listade i Catalogue of Life.